# Nguyễn Đình Xuân
Nguyễn Đình Xuân (sinh 1971) là đại biểu Quốc hội Việt Nam khóa 11, thuộc đoàn đại biểu Tây Ninh. khóa 12.